# Musée des Ursulines de Trois-Rivières
Pour les articles homonymes, voir Musée des Ursulines.
Le musée des Ursulines est une institution muséale située dans le monastère des Ursulines au cœur du Vieux-Trois-Rivières. Depuis 1982, il occupe les murs du premier hôpital de Trois-Rivières, l’ancien Hôtel-Dieu, construit par les Ursulines. Le musée offre aux visiteurs la visite de trois lieux: la chapelle des Ursulines, la salle d'exposition temporaire et la salle d'exposition permanente.

## Histoire de la communauté des Ursulines

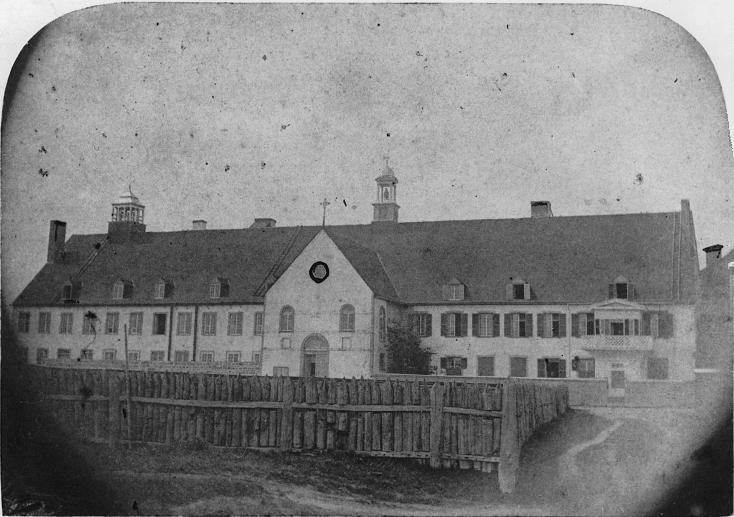
Couvent des Ursulines, vers 1865.

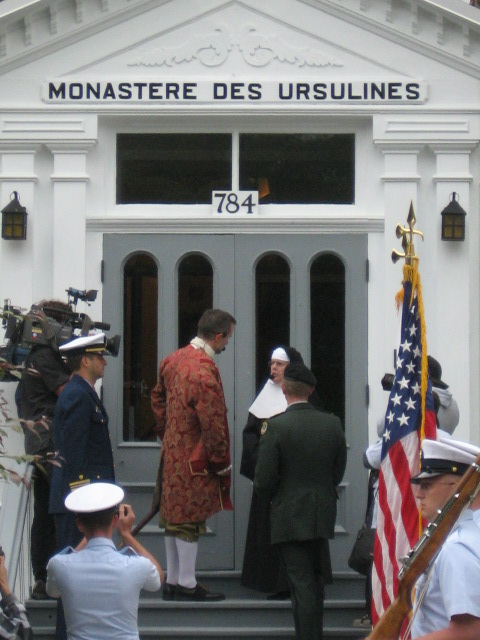
Monastère des Ursulines - de Trois-Rivières.

Vers la fin du XVIIe siècle, la ville de Trois-Rivières comporte 32 familles, qui réclament des services hospitaliers et une école pour jeunes filles. La cité de Laviolette est fondée depuis 1634, malheureusement aucune communauté d’hospitalières n’est encore venue s’y établir, non plus qu’une communauté d’enseignantes n’a ouvert d’école pour fillettes. L’enseignement est dispensé par missionnaires, maîtres d’école et notaires. Monseigneur de Saint-Vallier, évêque de Québec, demande aux Ursulines de dépêcher quelques religieuses à Trois-Rivières afin d’y occuper cette double fonction. Le monastère de Québec accepte d’ouvrir l’école mais, en ce qui concerne l’hôpital, elles hésitent car elles ne sont pas des hospitalières, mais bien des enseignantes. L’évêque les rassure alors en mentionnant que le soin aux malades sera transféré à un autre ordre dès que cela sera possible et que les Ursulines auront cette tâche seulement quelques années. On apprendra plus tard que ces quelques années s’avérèrent être près de 200 ans.
C’est donc le 10 octobre 1697 que trois religieuses Ursulines de Québec arrivent à Trois-Rivières par voie d’eau, à bord d’un brigantin appartenant au gouverneur. Il s’agit de Marie Drouet de Jésus, supérieure, Mère Marie Le Vaillant de Ste-Cécile et de Sœur Françoise Gravel de Ste-Anne. Deux autres religieuses arriveront quelques jours plus tard. Il s’agit de Mère Marie Drouard de St-Michel et Marie-Madeline Amiot de la Conception. Au départ, les Ursulines enseignent aux Amérindiennes et aux Françaises des familles Hertel, Leneuf, Boucher, Poulin de Courval et Tonnancourt.
Les deux premières années de fondation de la communauté se déroulent dans la maison du gouverneur de Trois-Rivières, Claude de Ramezay. Cette maison, dite du roi, était située sur le Platon. En 1699, elles entrent au monastère. Les débuts sont marqués par le labeur, les épidémies fréquentes et une extrême pauvreté, ce qui a pour conséquences, plusieurs décès prématurés. Après 100 ans, elles sont à peine 20. En 1897, leur nombre est passé à 80. Par contre, le début du XXe siècle constitue un apogée. Enfin, aux fêtes du 250e, elles sont près de 300 religieuses. Depuis 2019, le monastère de Trois-Rivières n'est plus habité par les religieuses, mais le musée demeure ouvert.

## Le musée et ses expositions
Aujourd'hui, le musée des Ursulines conserve plus de 15 000 objets qui relatent non seulement un large pan de l'histoire de la communauté, mais aussi de l'évolution de la ville de Trois-Rivières et de la région. Une nouvelle exposition temporaire est présentée chaque année en plus de l'exposition permanente occupant l'ancien réfectoire. Le Musée offre également une visite guidée de la chapelle historique.

### Plus de 300 ans de mémoire vive
Plus de 300 ans de mémoire vive est une exposition du patrimoine religieux matériel et mémoriel de la communauté des Ursulines.

### Visite guidée de la chapelle historique
La chapelle des Ursulines a été construite entre 1714 et 1715, reconstruite en 1752-1753 et en 1806-1808, et par la suite rénovée et agrandie en 1896-1897, d'après les plans des architectes Damien Bellemare, Georges et Joseph Héroux de Yamachiche, à l'occasion du deuxième centenaire de la communauté trifluvienne. La façade de l'édifice est en pierres bosselées et ornée de pierres de taille. Son intérieur est orné de fresques et de sculptures. Elle permet aux visiteurs de voir les œuvres de l'artiste-peintre Luigi Capello, du peintre Joseph Légaré, du peintre Antoine Plamondon et de l'artisan trifluvien, François Normand.

Logo du Musée des Ursulines.